# Сторнарела
Сторнарела (итал. Stornarella) је насеље у Италији у округу Фођа, региону Апулија.
Према процени из 2011. у насељу је живело 4992 становника. Насеље се налази на надморској висини од 153 м.

## Становништво
Према резултатима пописа становништва 2011. у општини је живело 5.022 становника.
| 1931. | 1936. | 1951. | 1961. | 1971. | 1981. | 1991. | 2001. | 2011. |
| ----- | ----- | ----- | ----- | ----- | ----- | ----- | ----- | ----- |
| 2.357 | 2.393 | 3.550 | 3.837 | 3.903 | 4.438 | 5.096 | 5.032 | 5.022 |